# Церковь Михаила Архангела на Прусской улице
Церковь Михаила Архангела на Прусской улице — недействующая православная церковь в Великом Новгороде. Построена в XIII веке, перестраивалась в XV, XVII, XIX и XX веках. Расположена в районе пересечения Прусской и Десятинной улиц (современный адрес: Прусская улица, 12).

## История
Церковь является одним из самых ранних (по дате основания) храмов Новгорода. Первая деревянная церковь построена в 1088 году, сгорела в 1175 году. Каменный храм был возведён в 1219—1224 гг., заказчиком строительства был посадник Твердислав Михалкович с братом Фёдором. В начале XV века перестроен посадником Кириллом Ондреяновичем. Вероятно, храм считался главным на Прусской улице и в Людином конце, по состоянию на конец XV века он числился собором, к нему были приписаны 13 церквей. В дальнейшем храм был расширен в 1685 году, а в 1860-х года перестроен в русском стиле. Церковь пострадала во время Великой Отечественной войны. После войны здание перестроено в жилой дом, не напоминающий церковное здание, навершия разобраны. В 1988—1989 гг. под руководством Г. М. Штендера выполнены экспертные обследования здания, а также раскопки, выявившие наиболее древнюю часть церкви ниже уровня земли, а также археологические остатки двух предыдущих деревянных храмов в виде пожарищ. Частичная реставрация проведена в 2000-х гг. Ныне здание является административным.

## Архитектура

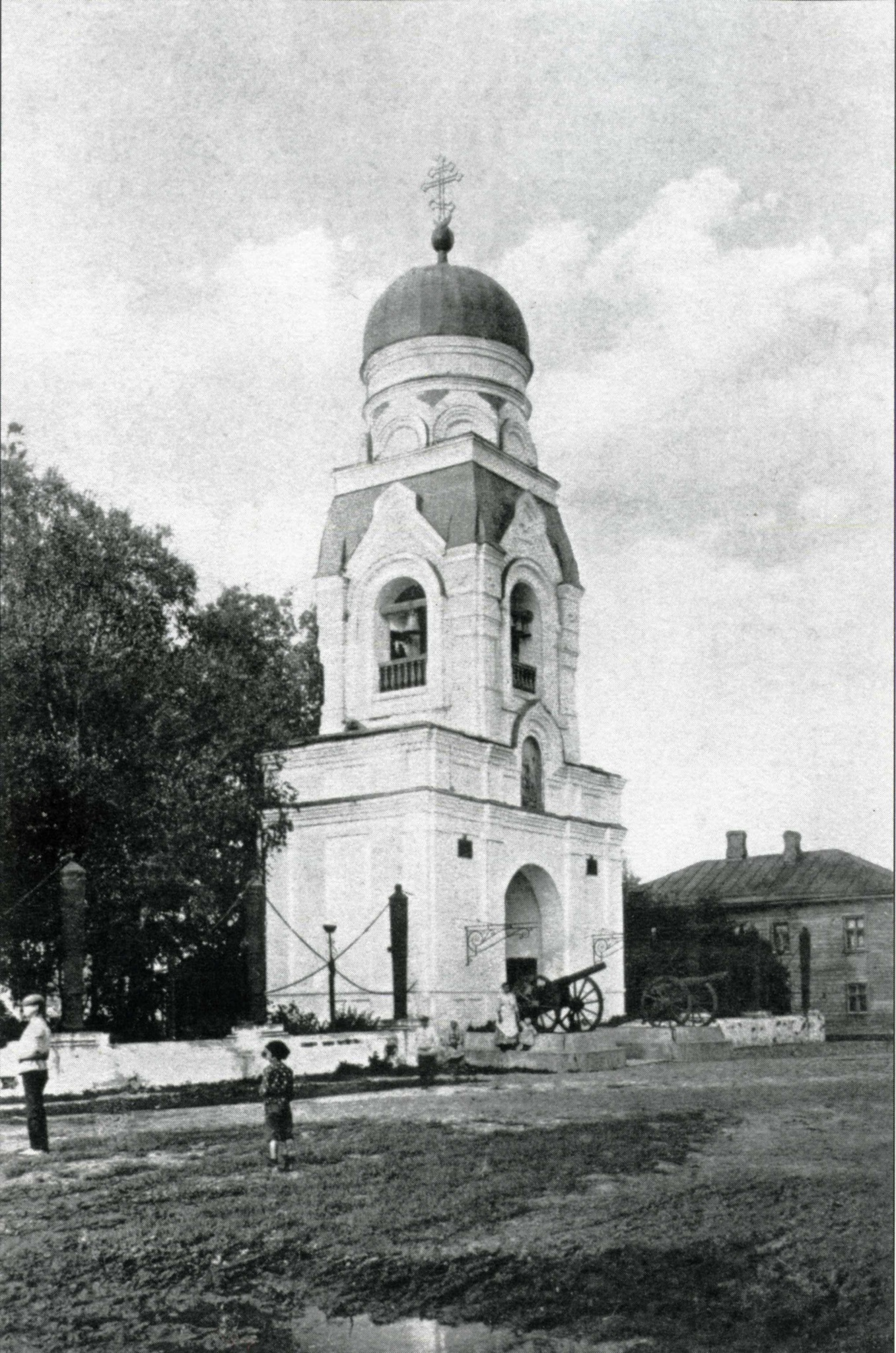
Колокольня церкви в начале XX века

Церковь XIII века относилась к типу четырёхстолпных, одноапсидных, квадратных в плане храмов. Архитектура нетипична для Новгорода, она близка лишь к одной церкви — Параскевы Пятницы. В его архитектуре смоленские архитектурные традиции адаптированы к новогородским. Стены сложены из плинфы (размер 25-28 × 17-21 × 4,5-6 см) и ракушечника, скреплялись известковым раствором с примесью цемянки, имели забутовку. При перестройке XV века были переделаны столбы, своды, арки, а также южный притвор, была пристроена северная галерея. Когда храм расширяли в XVII веке, была перестроена и надстроена центральная часть, пристроены боковые апсиды и звонница. В составе современного здания частично сохранились остатки кладки всех перечисленных строительных периодов. Современное здание — двухэтажное, прямоугольное в плане, частично сохраняет следы декора.